# Kevin Schumacher
Kevin Schumacher (* 24. Dezember 1997 in Salzhemmendorf) ist ein deutscher Fußballspieler.

## Sportlicher Werdegang

### Jugend und Amateurbereich
Das Fußballspielen begann Schumacher in der G-Jugend von BW Salzhemmendorf. Er durchlief bei den Blau-Weißen bis zur A-Jugend sämtliche Jugendmannschaften und wurde in dieser Zeit zum Titelsammler. So gelangen unter anderem acht Meistertitel, zwei Kreispokalsiege und zuletzt eine Torquote von mehr als zwei Toren pro Spiel.
Im Sommer 2015 folgte eine Wechsel zur SpVgg Bad Pyrmont in die Bezirksliga Hannover Staffel 4. Mit Bad Pyrmont holte Schumacher die Meisterschaft und stieg 2016 in die Fußball-Landesliga Niedersachsen auf. Zudem wurde er mit erzielten 26 Treffern in 30 Spielen Torschützenkönig und zog so das Interesse anderer Vereine auf sich. Es kam zum öffentlichen Streit zwischen der SpVgg Bad Pyrmont und dem 1. FC Germania Egestorf/Langreder um die Höhe der fälligen Ablösesumme bei Vereinswechsel. Letztlich einigten sich beide Vereine und Schumacher wechselte im Juli 2016 zur Germania in die Fußball-Regionalliga Nord.
Unter Trainer Jan Zimmermann debütierte er am 3. August 2016 im Spiel gegen den VfV 06 Hildesheim (0:3) im Niedersachsenpokal-Achtelfinale für Egestorf/Langreder und schied aus dem Wettbewerb aus. Drei Tage später folgte sein erster Einsatz in der Regionalliga. Schumacher wurde in der Partie gegen den VfB Lübeck (0:4) in der 69. Spielminute für Christoph Beismann eingewechselt. Seinen ersten Treffer in Saison 2016/17 erzielte er am 10. Spieltag im Spiel gegen den SV Eichede (4:0) zum zwischenzeitlichen 3:0. Am Ende der Saison, in der er 32 Spiele absolvierte und dabei vier Treffer erzielte, platzierte er sich mit Germania im gesicherten Mittelfeld der Tabelle auf Rang 10. Als avancierter Stammspieler konnte er seine Bilanz in der Folgesaison noch verbessern. Er traf in 33 Spielen sieben Mal das Tor und verpasste aufgrund einer Gelbsperre lediglich ein Spiel. In der Abschlusstabelle der Saison 2017/18 rutsche man auf den fünften Rang vor, schied aber im Niedersachsenpokal, Schumacher absolvierte hier drei Spiele, im Viertelfinale aus. Trainer Zimmermann setzte Schumacher während seiner zwei Jahre beim 1. FC Germania Egestorf/Langreder auf verschiedenen Positionen, wie etwa Linksaußen, Rechtsaußen oder Stürmer, ein.
Ligaintern wechselte Schumacher im Sommer 2018 zum Drittligaabsteiger Werder Bremen II. Sein dortiger Trainer Sven Hübscher stellt ihn bereits am 1. Spieltag der Saison 2018/19 gegen die zweite Vertretung des VfL Wolfsburgs (0:0) in die Startelf. Über die gesamte Spielzeit hinweg, in der der dritte Platz erreicht werden konnte, brachte es Schumacher auf 26 Einsätze und vier Tore. Werder-Trainer Konrad Fünfstück, der ab Saison 2019/20 Sven Hübscher beerbte, stellte Schumacher oftmals als Linksverteidiger auf, sodass seine Offensivqualitäten nicht voll ausgeschöpft werden konnten. In der Konsequenz erzielte er in absolvierten 18 Spielen, in denen er fünfmal die Kapitänsbinde trug, lediglich ein Tor – ein Flugkopfball gegen den Hamburger SV II. Mit den Bremern, bei denen er in den letzten 12 Partien siebenmal auf der Bank saß, erreichte er am Ende der Saison, welche aufgrund der COVID-19-Pandemie ab dem 13. März 2020 zunächst ausgesetzt und am 26. Juni 2020 letztlich abgebrochen wurde, Platz sechs.
Schumacher wechselte zur Saison 2020/21 erneut ligaintern. Bei seinem neuen Verein, dem TSV Havelse, traf er auf seinen ehemaligen Trainer aus Egestorf/Langreders-Zeiten Jan Zimmermann. Zimmermann setzte Schumacher erstmals im Niedersachsenpokalfinale am 23. August 2020 gegen den BSV Rehden ein. Dieses Finale, welches hätte im Mai 2020 stattfinden sollen jedoch pandemiebedingt in den August 2020 verlegt wurde, gewann Schumacher mit Havelse 4:1. Somit wurde er erstmals Landespokalsieger und qualifizierte sich über diesen Erfolg für die Teilnahme am DFB-Pokal 2020/21, in welchem er während der Austragung der 1. Hauptrunde am 11. September 2020 im Spiel gegen den Bundesligisten 1. FSV Mainz 05 (1:5) debütierte. Bereits am 6. September 2020, dem 1. Spieltag der Saison, stand er im Spiel gegen FC Oberneuland (2:0) in der Startelf. Bis zur pandemiebedingten Aussetzung des Spielbetriebs ab 2. November 2020 brachte es Schumacher auf insgesamt neun Einsätze und einem erzielten Tor. Am 8. April 2021 entschieden sich alle Vertreter der Liga für den Abbruch der Saison, welcher am 19. April 2021 umgesetzt wurde. Da der TSV Havelse zum Zeitpunkt des Abbruchs in der Gruppe Süd jener Saison Tabellenführer war, und dies die Qualifikation zur Aufstiegsrunde in die 3. Liga bedeutete, kam Schumacher am 12. und 19. Juni 2021 zu seinen zwei letzten Partien für Havelse gegen den 1. FC Schweinfurt 05 zum Einsatz. Beide Spiele konnten mit 1:0 gewonnen werden, wobei er im Rückspiel das entscheidende Tor erzielen konnte und somit sportlich in die 3. Liga aufstieg.

### Schritt in den Profifußball
Der Zweitligaaufsteiger F.C. Hansa Rostock präsentierte Anfang Juli 2021 den 23-jährigen Kevin Schumacher als Neuzugang für die kommende Zweitligasaison 2021/22. Unter Hansa-Trainer Jens Härtel gab er am 1. Spieltag der Saison im Heimspiel gegen den Karlsruher SC (1:3) nach der Einwechslung für Thomas Meißner sein Profidebüt. Beim folgenden Auswärtsspiel bei Hannover 96 (3:0) fand er ebenso Berücksichtigung wie im DFB-Pokalspiel der 1. Hauptrunde 2021/22 gegen den Ligakonkurrenten 1. FC Heidenheim. In der 94. Spielminute jener Partie zirkelte er das Spielgerät per linken Außenrist an den Pfosten und wurde somit Vorlagengeber für Calogero Rizzuto, der im Nachschuss das zwischenzeitliche 2:1 erzielte. Letztlich gewann er mit Hansa die Partie 3:2 und zog erstmals, nachdem in der 2. Pokalrunde auch der SSV Jahn Regensburg bezwungen wurde, in das Achtelfinale des nationalen Vereinspokals ein. Dort allerdings verlor die Mannschaft gegen den Bundesligisten RB Leipzig mit 0:2. Mit Rostock platzierte sich Schumacher mit Abschluss der Saison, in der er 22 Zweitliga-Einsätze erhielt, als bester Aufsteiger auf Rang 13.
Beim ersten Auswärtsspiel der Saison 2022/23 gelang ihm am 2. Spieltag beim Hamburger SV sein erster Torerfolg für die Ostseestädter. In der Nachspielzeit traf er zum entscheidenden 1:0 und sicherte der Mannschaft die ersten drei Punkte der neuen Spielserie. Ein weiterer Treffer gelang im Auswärtsspiel am 25. Spieltag gegen Fortuna Düsseldorf. In dieser zweiten Saison bei Hansa, in der er auf 30 Einsätze kam, erlebte Schumacher nebst Jens Härtel auch Patrick Glöckner und Alois Schwartz als Cheftrainer der Kogge. Die – aus Rostocker Sicht – turbulente Zweitligasaison, in der er mit der Mannschaft bereits in der 1. Hauptrunde des DFB-Pokals 2022/23 gegen den damaligen Viertligisten VfB Lübeck mit 0:1 das Nachsehen hatte, beendeten die Nordostdeutschen wie in der Vorsaison auf Platz 13. Nach erreichtem Zweitliga-Klassenerhalt einigten sich Schumacher und der F.C. Hansa auf eine Vertragsverlängerung bis 2026.
Das dritte Jahr an Bord der Kogge, in dem er 1 Tor in 29 Spielen erzielte, endete für Schumacher und der Mannschaft mit dem sportlichen Abstieg in die Drittklassigkeit. Nur knapp wurde der Relegationsplatz in der Saison 2023/24 verpasst. Im DFB-Pokal trat er in der 1. Hauptrunde gegen den FSV Frankfurt in Erscheinung und zog in die nächste Runde ein, wo das Team letztlich am Ligakonkurrenten 1. FC Nürnberg scheiterte. Nebst Alois Schwartz spielte und trainierte er in jener Saison auch unter Uwe Speidel und Mersad Selimbegović.
Nach dem Abstieg gab Schumacher unter Hansa-Trainer Bernd Hollerbach am 1. Spieltag der Saison 2024/25 sein Drittligadebüt gegen den VfB Stuttgart II. Im DFB-Pokal scheiterte er mit der Mannschaft in der 1. Hauptrunde gegen Hertha BSC. Schumacher erzielte im Laufe der Saison, die er unter Daniel Brinkmann beendete, 1 Tor, welches ihm am 12. Spieltag gegen Rot-Weiss Essen gelang. Seine Einsatzzeiten verringerten sich während der Rückrunde zunehmend, sodass er sich mit Hansa Rostock nach Beendigung der Spielzeit, in der er im Mai 2025 den Mecklenburg-Vorpommern-Pokal gewann, trotz laufenden Vertrages auf eine vorzeitige Trennung einigte. Für die Ostseestädte absolvierte Schumacher zusammen 114 Pflichtspiele (4 Tore). Davon 81 Spiele in der 2. Fußball-Bundesliga (3 Tore), 24 Spiele in der 3. Fußball-Liga (1 Tor), 6 Spiele im DFB-Pokal und 3 Spiele im Landespokal.
Im Sommer 2025 wechselte er ligaintern zum VfL Osnabrück.

## Erfolge
SpVgg Bad Pyrmont
- Torschützenkönig der Bezirksliga Hannover Staffel 4: 2016
- Meister der Bezirksliga Hannover Staffel 4: 2016

TSV Havelse
- Niedersachsenpokalsieger: 2020
- Aufstieg in die 3. Liga: 2021

Hansa Rostock
- Mecklenburg-Vorpommern-Pokalsieger: 2025